# Gross Hills
Gross Hills är en rad kullar i Antarktis. Den ligger i Västantarktis i ett område som Chile gör anspråk på. Den högsta toppen når 818 meter över havet.
Terrängen runt Gross Hills är kuperad.